# Arovell Verlag
Arovell Verlag es una editorial austriaca para literatura contemporánea. Fue fundada en 1991 por el escritor, artista y músico Paul Jaeg. Hoy, Jaeg es propietario y director de la editorial y Thomas Gamsjäger es el gerente.
Cada año Arovell está publicando entre diez y veinte libros nuevos. Autores como Peter Paul Wiplinger publicaban más de un libro mientras que otros tienen su primera publicación allí.
Arovell es una editorial para literatura contemporánea en alemán. Las publicaciones comprenden prosa corta, novelas y poesía. Las portadas de Arovell presentan una pintura de Paul Jaeg.
Además, Arovell está publicando una revista sobre literatura, música y arte con informaciones sobre los libros nuevos y presentaciones públicas. La revista contiene también extractos y resúmenes de las publicaciones de la editorial.
Arovell está organizando eventos literarios, musicales y artísticos, sobre todo en Alta Austria, en Salzburgo y Viena. Para fomentar los autores aún más, la editorial fundó el grupo de los tamborileros en Viena, que es una asociación libre de autores que publican en Arovell.
La sede de la editorial se encuentra en Gosau en Alta Austria. Arovell tiene sucursales en Viena y Salzburgo.

## Autores publicados (ejemplos)
- Hans Dieter Aigner
- Peter Assmann
- Reinhold Aumaier
- Martin Dragosits
- Klaus Ebner
- Karin Gayer
- Constantin Göttfert
- Fritz Huber
- Paul Jaeg
- Christoph Janacs
- Günther Kaip
- Wolfgang Kauer
- Hermann Knapp
- Dorothea Macheiner
- Dirk Ofner
- Wolfgang Pollanz
- Fritz Popp
- Herbert Reiter
- Christine Roiter
- Leopold Spoliti
- Nikolai Vogel
- Wolfgang Wenger
- Christine Werner
- Peter Paul Wiplinger